# Военные игры 2
«Вое́нные и́гры 2» (англ. Wargames: The Dead Code) — американский видеофильм 2008 года.

## Сюжет
Теглайн: «Ты готов к игре?»
Хакер Уилл Фармер начинает онлайн-игру, симулирующую атаку террористов, с правительственным супер-компьютером Рипли. Но хакер не знает, что эта игра — это часть программы по выявлению потенциальных террористов…
В списке доступных игр на компьютере Рипли можно увидеть игру «Глобальная термоядерная война», в которую играл персонаж Мэттью Бродерика в фильме «Военные игры».

## В ролях
- Мэтт Лантер — Уилл Фармер
- Аманда Уолш — Энни Д’Матео
- Чак Шамата — Билл Картер
- Максим Рой — Тина Раш
- Николас Райт — Деннис Николас
- Клаудиа Ферри — агент Болтон
- Колм Фиори — Кеннет Хассерт/Джошуа
- Гэри Рейник — доктор Стивен Фалкен
- Сюзан Гловер — Гейл Фармер
- Тревор Хейс — агент Аарон Скотт
- Клаудиа Блэк — голос Рипли
- Дэнни Бланко
- Люсинда Дэвис